# Gaboto
Gaboto är en ort i Argentina.   Den ligger i provinsen Santa Fe, i den centrala delen av landet, 300 km nordväst om huvudstaden Buenos Aires. Gaboto ligger 19 meter över havet och antalet invånare är 2 617.
Terrängen runt Gaboto är mycket platt. Runt Gaboto är det glesbefolkat, med 18 invånare per kvadratkilometer.. Det finns inga andra samhällen i närheten. 
Trakten runt Gaboto består huvudsakligen av våtmarker.